# Fighting Shit
Fighting Shit est un groupe islandais de punk hardcore, originaire d'Akureyri. Le groupe est formé en 2003 et joue d'abord du thrashcore, mais au fil du temps, il évolue vers un punk hardcore plus progressif.

## Histoire
En 2003, Kolbein Þór Þorgeirsson et Þóri Georg Jónsson voulaient créer un groupe de punk hardcore rapide et brut. Pendant un certain temps, ils partagent des locaux avec le groupe islandais de punk Innvortis, avec Þórir à la batterie et Kolbeinn au chant. Ils sont rejoints par Loft Einarsson à la guitare, le batteur Ólaf Arnalds et enfin le bassiste Inga Erni Árnason. Le nom du groupe vient d'une blague ; les membres du groupe le disent assez symboliquement d'une certaine manière, qu'ils vont « tous bouffer [leur] lot de merde chaque jour. »
Ils jouent leur premier concert au Underworld FB avec le groupe américain de punk hardcore Stretch Arm Strong. Là, ils interprètent des chansons de leur premier album, Tuned for Thrash. Ce dernier sort en 2003 et est publié par Hryðjuverk Records. L'album était considéré comme rapide et les chansons courtes, mais les chansons courtes sont trop caractéristiques du genre thrashcore. En 2004, ils sortent un album commun avec le groupe de metal Brothers Majere, Thrash vs. Metal. En 2005, ils sortent un split avec le groupe britannique Dead After School, intitulé Bothered,. Là-dessus, les chansons semblent un peu plus mélodiques et progressives qu'auparavant. L'album sort au label britannique Cat N' Cakey Records. Au printemps 2006, l'œuvre la plus progressiste à ce jour, Forgotten Daughters, Abandoned Sons, est publiée, également par Cat N' Cakey Records.
Le groupe cesse ses activités en 2007.

## Membres
- Kolbeinn Þór Þorgeirsson —  chant
- Þórir Georg Jónsson — guitare
- Loftur Einarsson — guitare
- Ingi Ernir Árnason — basse
- Ólafur Arnalds — batterie

## Discographie
- 2003 : Tuned for Thrash
- 2004 : Thrash vs. Metal (split avec Brothers Majere)
- 2005 : Bothered (split avec Dead After School)
- 2006 : Forgotten Daughters, Abandoned Sons